# هور

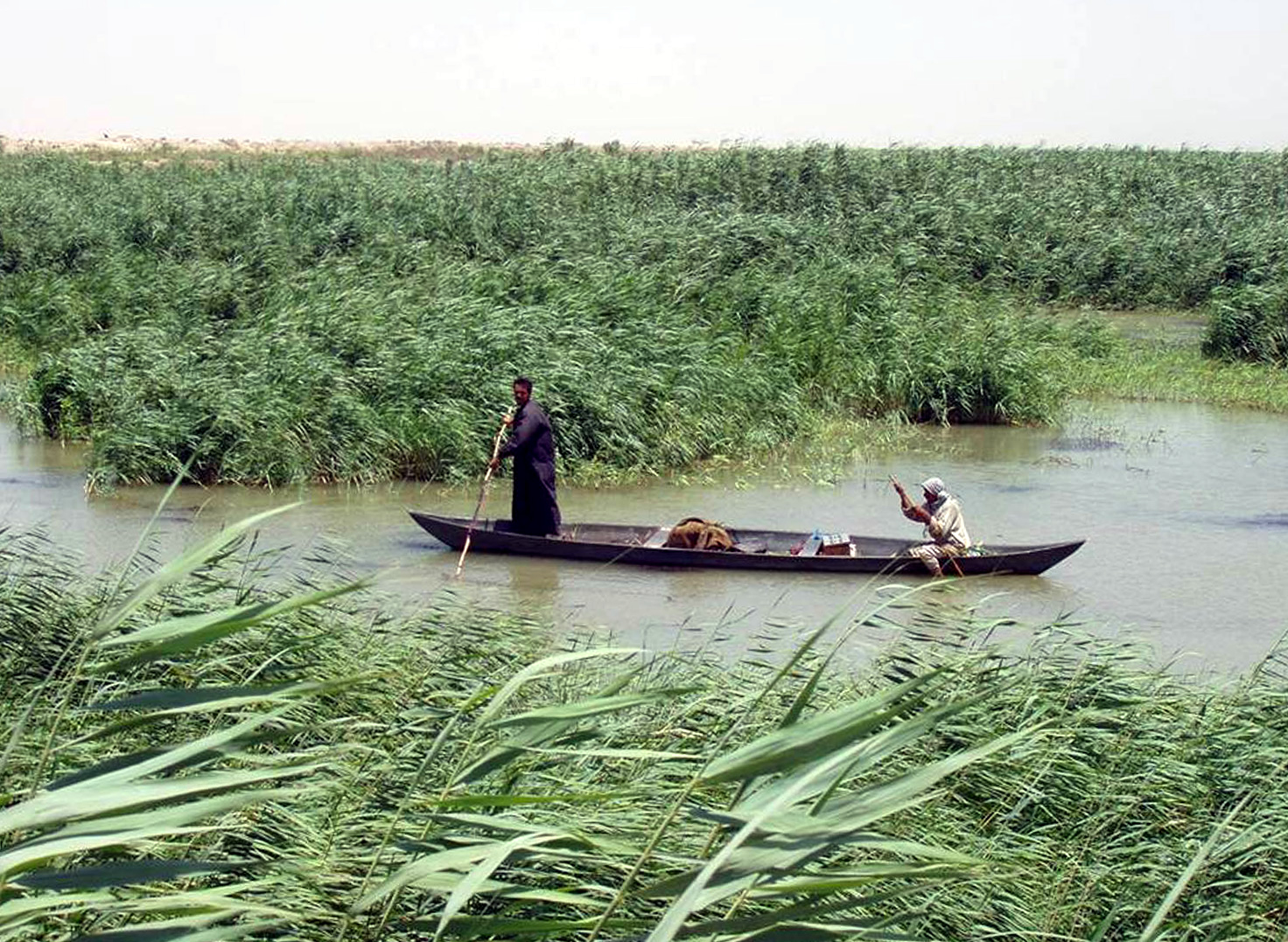
صورة (محسنة قليلاً) لهور في جنوب العراق في أبريل عام 2003 ويظهر في الصورة المشحوف وهو الزورق المستخدم في الأهوار

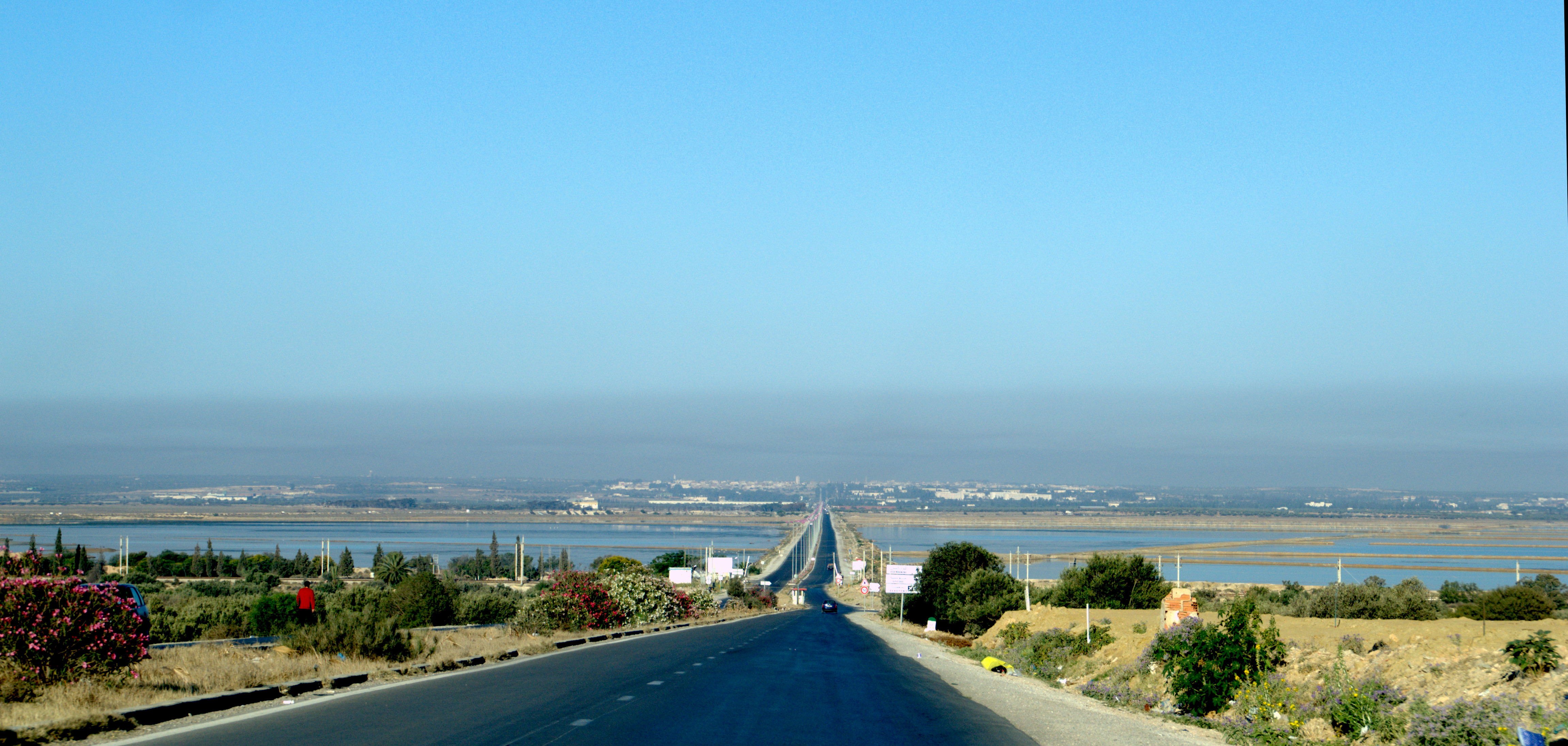
هور المنستير.

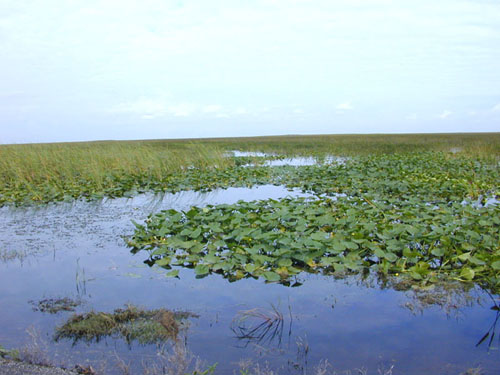
صورة لهور بفلوريدا ويلاحظ أنواع النباتات التي تنمو عليها

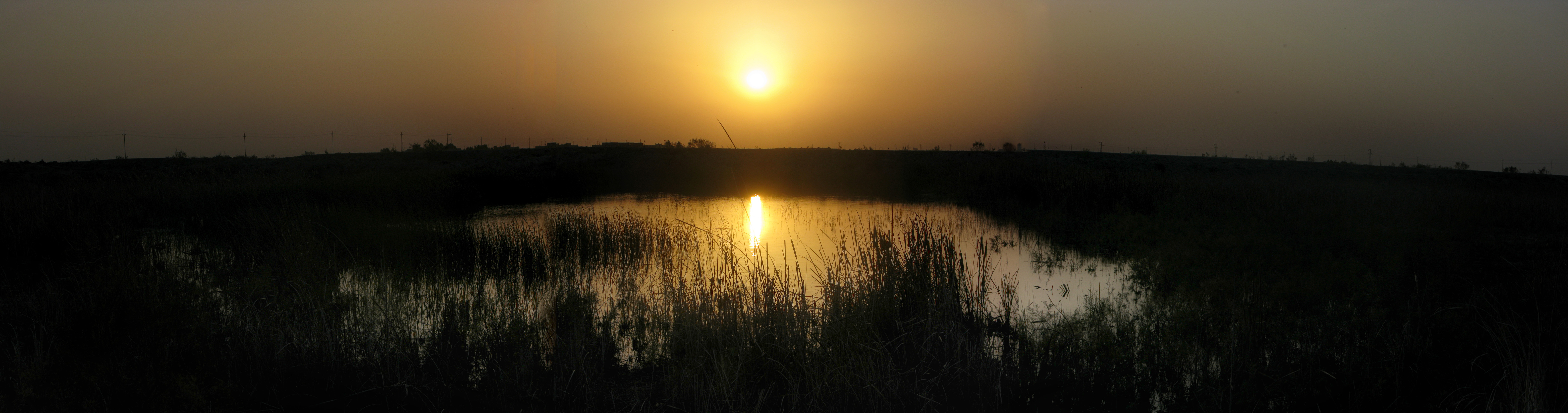
إحدى أهوار جنوب العراق

الهَوْر، والجمع أهوَار، هي أرض رطبة منخفضة تنبت فيها بعض النباتات العشبية كالقصب والحشائش أو نبات البردي وغيره من النباتات الأخرى, وعادة توجد الأهوار في أماكن تعمل طبيعة الأرض ونوع التربة على إيجاد بيئة رطبة، مما يؤدي إلى تكون هور. ومن الممكن أن تحتوي الصحارى على أهوار وذلك في الأماكن المنخفضة منها أو بالقرب من الينابيع. أما الأهوار الموجودة على طول البحار فإنها تسمى الأهوار المصبيّة وتكون عند الأماكن التي تصب فيها المياه إلى البحر أي عند مصبات الأنهار أو الجداول, والهور غالباً ما يكون مغموراً بالمياه العذبة أو المالحة، أما الهور المصبي فإنه في بعض الأحيان يكون مغموراً بالماء العذب، وفي أحيان أخرى يكون مغموراً بمياه مالحة، وهذا المزيج من المياه يوفر بيئة ملائمة لتوفر الكثير من المواد التي تتغذى عليها بعض الحيوانات التي تعيش في الهور؛ كالثعابين أو جرذان الماء وكذلك البط والضفادع والسلاحف.
والأراضي المحيطة بالهور أراضٍ مسطحة في الغالب. كما تكثر في الأهوار الترسبات الملحية خاصة القلوية منها.
كما أنه توجد العديد من الأهوار في مناطق متفرقة من العالم مثل مستنقعات فلوريدا في أمريكا لكن أشهر الأهوار في المنطقة العربية وفي الشرق الأوسط خصوصاً هي أهوار العراق.

## أهوار ميسان
تعرضت هذه الاهوار في عهد الرئيس السابق صدام حسين لتجفيف متعمد من خلال تغيير مجرى الأنهار كي لاتصب بسبب قربها من المناطق الحدودية مما يجعلها بيئة تساعد على التهريب والتجمعات ضد الحكومة المركزية واستطاع نظام صدام ان يدمر جزءً كبيراً منه وبعد عام 2003 أصبح الوضع
اسوء بسبب تعمد الدول المجاورة أيضا من خلال تغيير مجاري الأنهار ووضع سدود بمسافات طويلة
جعلت المنطقة ارضاً متصحرة بنسبة 99% وقضت على الثروة السمكية ولكن في الوقت الحاضر شهدت الأهوار تحسناً ولكنها ما زالت تتأثر بانخفاض المياه والفصول الحارة في العراق.

## اقرأ كذلك
- السبخة
- أيل الهور